# Onthophagus macleayi
Onthophagus macleayi är en skalbaggsart som beskrevs av Blackburn 1903. Onthophagus macleayi ingår i släktet Onthophagus och familjen bladhorningar. Inga underarter finns listade i Catalogue of Life.